# المؤتلف والمختلف في أسماء الشعراء
المؤتلف والمختلف في أسماء الشعراء هو مُعجم ألّفَهُ أبو القاسم الآمدي، ذكَرَ فيه أسماء شعراء مؤتلفة متشابهة حروف أسمائهم، ومختلفة التنقيط والنطق والأبنية، وذكرَ المتقارب في اللفظ والمعنى، وأسماء الشعراء المتشابهة الحروف في الكتابة، وأسماء آبائهم وأمهاتهم وألقابهم، واختص الشعراء ذوي النباهة والغرابة، ورتب معجمَه على حروف الهجاء، وكل اسمين لهما صورة حروف واحدة فإنه جعلهما في باب واحد لتميز الفرق بينهما، فذكر الاسم (النعيت) الذي هو غير مشهور في باب الاسم المشهور المؤالف له وهو (البعيث) وذكرَ اسم (بُريد) في باب الاسم (يزيد)، ومع ذكر الاختلاف الإملائي للشعراء، ذكر المؤلف نبذة موجزة من أخبارهم وأشعارهم، وعدد الشعراء المذكورين 745 شاعراً، وغرض الكتاب هو تصحيح كتابة أسمائهم وضبطها.

## طبعاته
- دار إحياء الكتب العربية، بالقاهرة سنة 1381 الهجرية، 1961 الميلادية، حققه عبد الستار أحد فراج.[2]